# Seznam matematikov
Seznam znanih matematikov zložen po slovenskem abecednem redu po priimkih.

## A
- Asger Aaboe (Danska, 1922 – 2007)
- Pietro Abbati Marescotti (Italija, 1768 – 1842)
- Niels Henrik Abel (Norveška, 1802 – 1829)
- Hal Abelson (ZDA)
- Thomas Abbt (Nemčija, 1738 – 1766)
- Abul Vefa (Iran, 940 – 998)
- Wilhelm Ackermann (Nemčija, 1896 – 1962)
- Amir Dan Aczel (Izrael, ZDA, 1950 – 2015)
- Clarence Raymond Adams (ZDA, 1898 – 1965)
- John Couch Adams (Anglija, 1819 – 1892)
- John Frank Adams (Anglija, 1930 – 1989)
- Adelbold II. (Nizozemska, 975 – 1026)
- Georgij Maksimovič Adelson-Velski (Rusija, 1922 – 2014)
- Vasilij Jevdokimovič Adodurov (Rusija, 1709 – 1780)
- Robert Adrain (Irska, ZDA, 1775 – 1843)
- Aleksander Petrovič Afanasjev (Rusija, 1945 –)
- Maria Gaetana Agnesi (Italija, 1718 – 1799)
- Camillo Agrippa (Italija, 16. stol. – okoli 1595)
- Naum Iljič Ahiezer (Rusija, 1901 – 1980)
- Lars Valerian Ahlfors (Finska, 1907 – 1996)  1936
- George Biddell Airy (Anglija, 1801 – 1892)
- Michael Aizenman (Izrael, ZDA, 1945 –)
- Giacomo Albanese (Italija, 1890 – 1948)
- Albatani (Irak, 850 – 929)
- Abraham Adrian Albert (ZDA, 1905 – 1972)
- Aleksander Danilovič Aleksandrov (Rusija, 1912 – 1999)
- Pavel Sergejevič Aleksandrov (Rusija, 1896 – 1982)
- Anatolij Semjonovič Aleksejev (Rusija, 1928 – 2007)
- Nikolaj Nikolajevič Aleksejev (Rusija, 1827 – 1881)
- Jean le Rond d'Alembert (Francija, 1717 – 1783)
- James Waddell Alexander II. (ZDA, 1888 – 1971)
- Gerald Lee ("Gerry") Alexanderson (ZDA, 1933 – 2020)
- Al-Hvarizmi (Hiva, Abasidski kalifat, 780 – 850)
- Slobodan Aljančić (Srbija, 1922 – 1993)
- Al-Kindi (Kufa, Abasidski kalifat, 801 – 873)
- Al-Kudžandi (Tadžikistan, okoli 940 – 1000)
- Noga Alon (Izrael, 1956 –)
- Brian Roger Alspach (ZDA, 1938 –)
- Jacob Ammen (ZDA, 1807 – 1894)
- André-Marie Ampère (Francija, 1775 – 1836)
- Alexander Anderson (Škotska, 1582 – 1620)
- Konstantin Aleksejevič Andrejev (Rusija, 1848 – 1921)
- Dimitrij Viktorovič Anosov (Rusija, 1936 – 2014)
- Adriaen Anthonisz (Nizozemska, 1543 – 1620)
- Roger Apéry (Francija, 1916 – 1994)
- Peter Apian (Nemčija, 1495 – 1557)
- Apolonij (Pergeja, 265 pr. n. št. – 170 pr. n. št.)
- Tom Mike Apostol (ZDA, 1923 – 2016)
- Arat (Grčija, 315 pr. n. št. – 240 pr. n. št.)
- Louis François Antoine Arbogast (Francija, 1759 – 1803)
- Raymond Clare Archibald (Kanada,  1875 – 1955)
- Cahit Arf (Turčija, 1910 – 1997)
- Jean-Robert Argand (Francija, 1768 – 1822)
- Arhimed (Sirakuze, 287 pr. n. št. – 212 pr. n. št.)
- Arhit (Tarent, 428 pr. n. št. – 347 pr. n. št.)
- Jorijuki Arima (Japonska, 1714 – 1783)
- Aristarh (Samos, Grčija, 310 pr. n. št. – okoli 230 pr. n. št.)
- Vladimir Igorjevič Arnold (Rusija, 1937 – 2010)
- Vjačeslav Aleksandrovič Artamonov (Rusija, 1946 –)
- James Greig Arthur (ZDA, 1944 –)
- Emil Artin (Avstrija, ZDA, 1898 – 1962)
- Michael Artin (ZDA, 1934 –)
- Aryabhata I. (Indija, 476 – 550)
- Cesare Arzelà (Italija, 1847 – 1912)
- Cecco d'Ascoli (Italija, 1257 – 1327)
- Giulio Ascoli (Italija, 1843 – 1896)
- Michael Aschbacher (ZDA, 1944 – )
- Richard Askey (ZDA, 1933 – 2019)
- Valerij Nikolajevič Ašihmin (Rusija, 1961 –)
- Atal Rodoški (Grčija, okoli 150 pr. n. št.)
- Michael Francis Atiyah (Anglija, 1929 – 2019)  1966
- George Atwood (Anglija, 1746 – 1807)
- Avtolik (Grčija, okoli 360 pr. n. št. – okoli 295 pr. n. št.)

## B
- László Babai (Madžarska, 1950 – )
- Charles Babbage (Anglija, 1791 – 1871)
- Jacques Babinet (Francija, 1794 – 1872)
- Albert Victor Bäcklund (Švedska, 1845 – 1922)
- Reinhold Baer (Nemčija, 1902 – 1979)
- Al-Bagdadi (Irak, 980 – 1037)
- Nikolaj Sergejevič Bahvalov (Rusija, 1934 – 2005)
- David Harold Bailey (ZDA, 1948 –)
- René-Louis Baire (Francija, 1874 – 1932)
- Alan Baker (Anglija, 1939 – 2018)  1970
- Henry Frederick Baker (Anglija, 1866 – 1956)
- Bernardino Baldi (Italija, 1533 – 1617)
- John Macleod Ball (Anglija, 1948 –)
- Johann Jakob Balmer (Švica, 1825 – 1898)
- Stefan Banach (Poljska, 1892 – 1945)
- Tadeusz Banachiewicz (Poljska, 1882 – 1954)
- Thomas Banchoff (ZDA, 1938 –)
- Leon Bankoff (ZDA, 1908 – 1997)
- Benjamin Banneker (ZDA, 1731 – 1806)
- Ehud Barak (Izrael, 1942 –)
- Grigory Isaakovich Barenblatt (Rusija, ZDA, 1927 – 2018)
- Nina Karlovna Bari (Rusija, 1901 – 1961)
- Peter Barlow (Anglija, 1776 – 1862)
- Ernest William Barnes (Anglija, 1874 – 1953)
- Charlotte Barnum (ZDA, 1860 – 1934)
- Nils Aall Barricelli (ZDA, Norveška, 1912 – 1993)
- Isaac Barrow (Anglija, 1630 – 1677)
- John David Barrow (Anglija, 1952 – )
- Thomas Bartholin (Danska, 1616 – 1680)
- Hyman Bass (ZDA, 1932 –)
- Thomas Bayes (Anglija, 1702 – 1761)
- Isaac Beeckman (Nizozemska, 1588 – 1637)
- Aleksander Aleksandrovič Bejlinson (Rusija, ZDA, 1957 –)
- Lev Dimitrijevič Beklemišev (Rusija, 1967 –)
- Vladimir Vasiljevič Belecki (Rusija, 1930 – 2017)
- Eric Temple Bell (Škotska, ZDA, 1883 – 1960)
- Richard Ernest Bellman (ZDA, 1920 – 1984)
- Oleg Mihajlovič Belocerkovski (Rusija, 1925 – 2015)
- Eugenio Beltrami (Italija, 1835 – 1900)
- Boris Abramovič Berezovski (Rusija, 1946 – 2013)
- Claude Berge (Francija, 1926 – 2002)
- Paul Isaac Bernays (Švica, 1880 – 1977)
- Bruce Carl Berndt (ZDA, 1939 –)
- Daniel Bernoulli I. (Švica, 1700 – 1782)
- Jakob Bernoulli I. (Švica, 1654 – 1705)
- Jakob Bernoulli II. (Švica, 1759 – 1789)
- Johann Bernoulli I. (Švica, 1667 – 1748)
- Johann Bernoulli II. (Švica, 1710 – 1790)
- Johann Bernoulli III. (Švica, 1744 – 1807)
- Nicholas Bernoulli I. (Švica, 1687 – 1759)
- Nicholas Bernoulli II. (Švica, 1695 – 1726)
- Sergej Natanovič Bernštejn (Rusija, 1880 – 1968)
- Lipman Bers (ZDA, 1914 – 1993)
- Joseph Louis François Bertrand (Francija, 1822 – 1900)
- Oleg Vladimirovič Besov (Rusija, 1933 –)
- Friedrich Wilhelm Bessel (Nemčija, 1784 – 1846)
- Evert Willem Beth (Nizozemska, 1908 – 1964)
- Frits Beukers (Nizozemska, 1953 – )
- Arne Beurling (Švedska, ZDA, 1905 – 1986)
- Abraham Samojlovič Bezikovič (Rusija, Anglija, 1891 – 1970)
- Étienne Bézout (Francija, 1730 – 1783)
- Bhaskara (Indija, 1114 – 1185)
- Giuseppe Biancani (Italija, 1566 – 1624)
- Luigi Bianchi (Italija, 1856 – 1928)
- Norman Linstead Biggs (Anglija, 1941 –)
- Jacques Philippe Marie Binet (Francija, 1786 – 1856)
- RH Bing (ZDA, 1914 – 1986)
- Jean-Baptiste Biot (Francija, 1774 – 1862)
- Bryan John Birch (Anglija, 1931 –)
- Garrett Birkhoff (ZDA, 1911 – 1996)
- George David Birkhoff (ZDA, 1884 – 1944)
- Al-Biruni (Gasna, 973 – 1048)
- Gertrude Blanch (Poljska, ZDA, okoli 1897 – 1996)
- Danilo Blanuša (Hrvaška, 1903 – 1987)
- Gilbert Ames Bliss (ZDA, 1876 – 1951)
- Otto Blumenthal (Nemčija, 1876 – 1944)
- Sergej Pavlovič Bobrov (Rusija, 1889 – 1971)
- Maxime Bôcher (ZDA, 1867 – 1918)
- Boetij (Rim, 480 – 524)
- Nikolaj Nikolajevič Bogoljubov (Rusija 1909 – 1992)
- Harald Bohr (Danska, 1887 – 1951)
- Andrej Andrejevič Bolibruh (Rusija 1950 – 2003)
- Vladimir Grigorjevič Boltjanski (Rusija, 1925 –)
- Farkas Wolfgang Bolyai (Romunija, 1775 – 1856)
- János Bolyai (Romunija, 1802 – 1860)
- Oskar Bolza (Nemčija, 1857 – 1942)
- Bernard Bolzano (Češka, 1781 – 1848)
- Rafael Bombelli (Italija, 1526 – 1573)
- Enrico Bombieri (Italija, 1940 –)  1974
- Guido Bonati (Italija, 1223 – 1300)
- Hermann Bondi (Avstrija, Anglija, 1919 – 2005)
- John Adrian Bondy (Anglija, Kanada, 1944 –)
- Carlo Emilio Bonferroni (Italija, 1892 – 1960)
- George Boole (Anglija, 1815 – 1864)
- James Booth (Anglija, 1810 – 1878)
- Richard Ewen Borcherds (Anglija, 1959 – )  1998
- Jean-Charles de Borda (Francija, 1733 – 1799)
- Émile Borel (Francija, 1871 – 1956)
- Giovanni Alfonso Borelli (Italija, 1608 – 1679)
- Max Born (Nemčija, Združeno kraljestvo, 1882 – 1970)
- Karol Borsuk (Poljska, 1905 – 1982)
- Ladislaus Jožefovič Bortkiewicz (Poljska, Rusija, Nemčija, 1868 – 1931)
- Radž Čandra Bose (Indija, 1901 – 1987)
- Satjendra Nat Bose (Indija, 1894 – 1974)
- Raoul Bott (Madžarska, 1923 – 2005)
- Pierre Bouguer (Francija, 1698 – 1758)
- Jean Claude Bouquet (Francija, 1819 – 1895)
- Jean Bourgain (Belgija, 1954 –)  1994
- Joseph Valentin Boussinesq (Francija, 1842 – 1929)
- Nathaniel Bowditch (ZDA, 1773 – 1838)
- Christoffel Jacob Bouwkamp (Nizozemska, 1915 – 2003)
- Werner Boy (Nemčija, 1879 – 1914)
- Carl Benjamin Boyer (ZDA, 1906 – 1976)
- Thomas Bradwardine (Anglija, okoli 1295 – 1349)
- Brahmagupta (Indija, 598 – 668)
- Nikolaj Dimitrijevič Brašman (Rusija, 1796 – 1866)
- Richard Brauer (Nemčija, ZDA, 1901 – 1977)
- Hans Joachim Bremermann (Nemčija, ZDA, 1926 – 1996)
- Richard Peirce Brent (Avstralija, 1946 –)
- Charles Julien Brianchon (Francija, 1783 – 1864)
- Henry Briggs (Anglija, 1561 – 1630)
- Alexander von Brill (Nemčija, 1842 – 1935)
- Raymond Woodard Brink (ZDA, 1890 – 1973)
- Charles Auguste Briot (Francija, 1817 – 1882)
- Nikolaj Ivanovič Briš (Rusija, 1924 –)
- Lambertus Johannes Folkert Broer (Nizozemska, 1916 – 1991)
- Ilja Nikolajevič Bronštejn (Rusija)
- William Brouncker (Anglija, 1620 – 1684)
- Luitzen Egbertus Jan Brouwer (Nizozemska, 1881 – 1966)
- Felix Browder (ZDA, 1927 – 2016)
- William Browder (ZDA, 1934 – 2025)
- Ernest William Brown (Anglija, ZDA, 1866 – 1938)
- Richard Anthony Brualdi (ZDA)
- Nicolaas Govert de Bruijn (Nizozemska, 1918 – 2012)
- Viggo Brun (Norveška, 1885 – 1978)
- Giordano Bruno (Italija, 1548 – 1600)
- Ivan Grigorjevič Bubnov (Rusija, 1872 – 1919)
- Richard Arthur Buckingham (Anglija, 1911 – 1994)
- Nikolaj Vasiljevič Bugajev (Rusija, 1837 – 1903)
- Boris Jakovljevič Bukrejev (Rusija, 1859 – 1962)
- Leonid Abramovič Bunimovič (Rusija, 1947 –)
- Viktor Jakovljevič Bunjakovski (Rusija, 1804 – 1889)
- Jurij Dimitrijevič Burago (Rusija, 1936 –)
- Cesare Burali-Forti (Italija, 1861 – 1931)
- Joost Bürgi (Švica, 1552 – 1632)
- William Burnside (Anglija, 1852 – 1927)

## C
- Luis Angel Caffarelli (Argentina, ZDA, 1948 –)
- Eugène Cahen (Francija, 1865 – 1941)
- Peter Jephson Cameron (Anglija, 1947 –)
- Johannes Campanus (Italija, 1220 – 1296)
- Philip Candelas (Anglija, 1951 –)
- Georg Ferdinand Cantor (Nemčija, 1845 – 1918)
- Constantin Carathéodory (Nemčija, 1873 – 1950)
- Gerolamo Cardano (Italija, 1501 – 1576)
- Lennart Axel Edvard Carleson (Švedska, 1928 – )
- Robert Daniel Carmichael (ZDA, 1897 – 1967)
- Manfredo Perdigão do Carmo (Brazilija, 1928 – 2018)
- Lazare Nicolas Marguerite Carnot (Francija, 1753 – 1823)
- Nicolas Léonard Sadi Carnot (Francija, 1796 – 1832)
- Élie Joseph Cartan (Francija, 1869 – 1951)
- Henri Paul Cartan (Francija, 1904 – 2008)
- Pierre Cartier (???? – )
- Mary Lucy Cartwright (Anglija, 1900 – 1998)
- John William Scott Cassels (Anglija, 1922 – 2015)
- Giovanni Domenico Cassini I. (Italija, Francija, 1625 – 1712)
- Eugène Charles Catalan (Belgija, 1814 – 1894
- Pietro Antonio Cataldi (Italija, 1548 – 1626)
- Augustin Louis Cauchy (Francija, 1789 – 1857)
- Bonaventura Francesco Cavalieri (Italija, 1598 – 1647)
- Arthur Cayley (Anglija, 1821 – 1895)
- Lamberto Cesàri (Italija, ZDA, 1910 – 1990)
- Ernesto Cesàro (Italija, 1859 – 1906)
- Ludolph van Ceulen (Nemčija, 1540 – 1610)
- Giovanni Ceva  (Italija, 1647 – 1734)
- Gregory Chaitin (ZDA, 1947 – )
- Subrahmanyan Chandrasekhar (Indija, ZDA, 1910 – 1995)
- Sydney Chapman (Anglija, 1888 – 1970)
- Michel Chasles (Francija, 1793 – 1880)
- Émilie du Châtelet (Francija, 1706 – 1749)
- Jeff Cheeger (ZDA, 1943 – )
- Jean-Philippe Loys de Chéseaux (Švica, 1718 – 1751)
- Evan Christ (ZDA, 1970 – )
- Demetrios Christodoulou (Grčija, ZDA, 1951 –)
- Elwin Bruno Christoffel (Nemčija, 1829 – 1900)
- Alonzo Church (ZDA, 1905 – 1995)
- Václav Chvátal (Češka, Kanada, 1946 – )
- Konstantin Edvardovič Ciolkovski (Rusija, 1857 – 1935)
- Alexis Claude Clairaut (Francija, 1713 – 1765)
- Rudolf Julius Emmanuel Clausius (Nemčija, 1822 – 1888)
- Christopher Clavius (Nemčija, Italija, 1538 – 1612)
- Alfred Hoblitzelle Clifford (ZDA, 1908 – 1992)
- William Kingdon Clifford (Anglija, 1845 – 1879)
- John Henry Coates (Avstralija, 1945 –)
- Arthur Byron Coble (ZDA, 1878 – 1966)
- James Cockle (Anglija, 1819 – 1895)
- Paul Joseph Cohen (ZDA, 1934 – 2007)  1966
- Lothar Collatz (Nemčija, 1910 – 1990)
- John Colson (Anglija, 1680 – 1760)
- markiz de Condorcet (Francija, 1743 – 1794)
- Alain Connes (Francija, 1947 –)  1982
- John Bligh Conway (ZDA, 1939 –)
- John Horton Conway (Anglija, 1937 – 2020)
- Arthur Herbert Copeland (ZDA, 1898 – 1970)
- Don Coppersmith (ZDA)
- Gaspard-Gustave Coriolis (Francija, 1792 – 1843)
- Celso Costa (Brazilija, 1949 – )
- Roger Cotes (Anglija, 1682 – 1716)
- Richard Courant (Nemčija, ZDA, 1888 – 1972)
- Harold Scott MacDonald Coxeter (Anglija, 1907 – 2003)
- William Crabtree (Anglija, 1610 – 1644)
- Gabriel Cramer (Švica, 1704 – 1752)
- Harald Cramér (Švedska, 1893 – 1985)
- August Leopold Crelle (Nemčija, 1780 – 1855)
- Haskell Brooks Curry (ZDA, 1900 – 1982)
- Dragoš Cvetković (Srbija, 1941 –)

## Č
- Čang Heng (Kitajska, 78 – 139)
- Čao Ko (Kitajska, 1910 – 2002)
- Sergej Aleksandrovič Čapljigin (Rusija, 1869 – 1942)
- Nikolaj Grigorjevič Čebotarjov (Rusija, 1894 – 1947)
- Pafnuti Lvovič Čebišov (Rusija, 1821 – 1894)
- Eduard Čech (Češka, 1893 – 1960)
- Šing-Šen Čern (Kitajska, ZDA, 1911 – 2004)
- Čen Džing Ran (Kitajska, 1933 – 1996)
- Nikolaj Gurjevič Četajev (Rusija, 1902 – 1959)
- Čia Sien (Kitajska, okoli 1050)
- Či-Hong Sun (Kitajska, 1965 –)
- Čin Džjušao (Kitajska, 1202 – 1261)
- Či-Vei Sun (Kitajska, 1965 – )
- Sarvadaman Čovla (Indija, ZDA,  1907 – 1995)
- Ču Čungdži (Kitajska, 429 – 501)
- Vladimir Nikolajevič Čubarikov (Rusija, 1951 –)
- Lev Aleksejevič Čudov (Rusija, 1922 – 2008)

## D
- Victor D'Hondt (Belgija, 1841 – 1901)
- Marcos Dajczer (Brazilija, 1948 – )
- Germinal Pierre Dandelin (Francija, Belgija, 1794 – 1847)
- Ignazio Danti (Italija, 1536 – 1586)
- David van Dantzig (Nizozemska, 1900 – 1959)
- George Dantzig (ZDA, 1914 – 2005)
- Jean Gaston Darboux (Francija, 1842 – 1917)
- George Howard Darwin (Anglija, 1845 – 1912)
- Harold Davenport (Anglija, 1907 – 1969)
- Avgust Juljevič Davidov (Rusija, 1823 – 1885)
- Robert James MacGregor Dawson (Anglija)
- Vera Winitzky de Spinadel (Argentina, 1929 – )
- Julius Wilhelm Richard Dedekind (Nemčija, 1831 – 1916)
- John Dee (Anglija, 1527 – 1608)
- Max Wilhelm Dehn (Nemčija, ZDA, 1878 – 1952)
- Dejnostrat (Grčija, okoli 390 pr. n. št. – okoli 320 pr. n. št.)
- Italo José Dejter (Argentina, ZDA, 1939 – )
- Guidobaldo del Monte (Italija, 1545 – 1607)
- Jean Baptiste Joseph Delambre (Francija, 1749 – 1822)
- Boris Nikolajevič Delaunay (Rusija, 1890 – 1980)
- Nikolaj Borisovič Delaunay starejši (Rusija, 1856 – 1931)
- Charles-Eugène Delaunay (Francija, 1816 – 1872)
- Pierre Deligne (Belgija, ZDA, 1944 –)  1978
- Josip Salomon Delmedigo (1591 – 1655)
- Giovanni Demisiani (Grčija, ???? – 1614)
- Arnaud Denjoy (Francija, 1884 – 1974)
- Augustus De Morgan (Indija, Anglija, 1806 – 1871)
- Girard Desargues (Francija, 1591 – 1661)
- René Descartes (Francija, 1596 – 1650)
- Vladimir Devidé (Hrvaška, 1925 – 2010)
- Keith Devlin (Anglija, ZDA, 1947 –)
- Dicearh (Grčija, okoli 350 pr. n. št. – okoli 285 pr. n. št.)
- Leonard Eugene Dickson (ZDA, 1874 – 1954)
- Thomas Digges (Anglija, 1546 – 1595)
- Valentin Pavlovič Dimnikov (Rusija, 1938 –)
- Jevgenij Borisovič Dinkin (Rusija, ZDA, 1924 – 2014)
- Diofant (Aleksandrija, Ptolemejski Egipt, okoli 200/214 – okoli 284/298)
- Diokles (Karist, okoli 380 pr. n. št. – okoli 310 pr. n. št.)
- Gabriel Andrew Dirac (Anglija, 1925 – 1984)
- Paul Adrien Maurice Dirac (Anglija, 1902 – 1984)
- Johann Peter Gustav Lejeune Dirichlet (Nemčija, 1805 – 1859)
- Semjon Vladimirovič Djatlov (Rusija, ZDA, 1987 –)
- Roland Lvovič Dobrušin (Rusija, 1929 – 1995)
- Simon Kirwan Donaldson (Anglija, 1957 –)  1986
- Giovanni Battista Donati (Italija, 1826 – 1873)
- Théophile Ernest de Donder (Belgija, 1872 – 1957)
- Joseph Leo Doob (ZDA, 1910 – 2004)
- Christian Andreas Doppler (Avstrija, 1803 – 1853)
- Anatolij Aleksejevič Dorodnicin (Rusija, 1910 – 1994)
- Ala Vladimirovna Dorofejeva (Rusija, 1935 –)
- Adrien Douady (???? – )
- Jesse Douglas (ZDA, 1897 – 1965)  1936
- Vladimir Geršonovič Drinfeld (Ukrajina, ZDA, 1954 –)  1990
- Marcus du Sautoy (Anglija, 1965 –)
- Jean Marie Constant Duhamel (Francija,  1797 – 1872)
- Pierre Charles François Dupin (Francija, 1784 – 1873)
- Walther von Dyck (Nemčija, 1856 – 1934)
- Freeman John Dyson (Anglija, ZDA, 1923 – 2020)
- Šing-Tung Džau (Kitajska, ZDA, 1949 –)
- Džing Fang (Kitajska, 78 pr. n. št. – 37 pr. n. št.)
- Džu Šidžje (Kitajska, 1270 – 1330)

## E
- Samuel Earnshaw (Anglija, 1805 – 1888)
- Arthur Stanley Eddington (Anglija, 1882 – 1944)
- Thomas Alva Edison (ZDA, 1847 – 1931)
- Jack Edmonds (ZDA, Kanada, 1934 – )
- Harold Mortimer Edwards (ZDA, 1936 – )
- Paul Ehrenfest (Avstrija, 1880 – 1933)
- Albert Einstein (Švica, ZDA, 1879 – 1955)
- David Eisenbud (ZDA, 1947 –)
- Luther Pfahler Eisenhart (ZDA, 1876 – 1965)
- Ferdinand Gotthold Max Eisenstein (Nemčija, 1823 – 1852)
- Noam David Elkies (ZDA, 1966 –)
- Friedrich Engel (Nemčija, 1861 – 1941)
- Björn Engquist (Švedska, 1945 –)
- Alfred Enneper (Nemčija, 1830 – 1885)
- Federigo Enriques (Italija, 1871 – 1946)
- Eratosten (Aleksandrija, Ptolemejski Egipt, 276 pr. n. št. – 194 pr. n. št.)
- Paul Erdős (Madžarska, 1913 – 1996)
- Agner Krarup Erlang (Danska, 1878 – 1929)
- Ernest Benjamin Esclangon (Francija, 1876 – 1954)
- William Esson (Škotska, Anglija, 1838 – 1916)
- Andreas von Ettingshausen (Nemčija, 1796 – 1878)
- Leonhard Euler (Švica, 1707 – 1783)
- Max Euwe (Nizozemska, 1901 – 1981)
- Griffith Conrad Evans (ZDA, 1887 – 1973)
- Lawrence Craig Evans (ZDA, 1949 – )
- Evdem (Rod, Grčija, okoli 344 pr. n. št. – okoli 260 pr. n. št.)
- Evdoks (Knida, Mala Azija, 410 pr. n. št. – 347 pr. n. št.)
- Evklid (Aleksandrija, Ptolemejski Egipt, okoli 365 pr. n. št. – 275 pr. n. št.)
- Evtokij (Aškalon, Palestina, ok. 480 – ok. 540)

## F
- Francesco Faà di Bruno (Italija, 1825 – 1888)
- Ljudvig Dimitrijevič Faddejev (Rusija, 1934 –)
- Gerd Faltings (Nemčija, 1954 –)  1986
- Gino Fano (Italija, 1871 – 1952)
- Luigi Fantappiè (Italija, 1901 – 1956)
- Al-Farisi (Iran, 1267 – 1319)
- Ralph Jasper Faudree (ZDA, 1939 – 2015)
- Jean Favard (Francija, 1902 – 1965)
- Charles Louis Fefferman (ZDA, 1949 – )  1978
- Mitchell Jay Feigenbaum (ZDA, 1944 – 2019)
- Walter Feit (ZDA, 1930 – 2004)
- Vilim Srećko Feller (Hrvaška, ZDA, 1906 – 1970)
- Pierre de Fermat (Francija, 1601 – 1665)
- Lodovico Ferrari (Italija, 1522 – 1565)
- Scipione del Ferro (Italija, 1465 – 1526)
- Abram Iljič Fet (Rusija, 1924 – 2007)
- Richard Phillips Feynman (ZDA, 1918 – 1988)
- Leonardo Pisano Fibonacci (Italija, 1170 – 1250)
- Grigorij Mihajlovič Fihtengolc (Rusija, 1888 – 1959)
- Aleksej Fjodorovič Filippov (Rusija, 1923 – 2006)
- Filolaj (Kroton, 480 pr. n. št. – okoli 405 pr. n. št.)
- Thomas Fincke (Danska, 1561 – 1656)
- Henry Burchard Fine (ZDA, 1858 – 1928)
- Benjamin Franklin Finkel (ZDA, 1865 – 1947)
- Michael Ellis Fisher (Anglija, 1931 – 2021)
- Thomas Scott Fiske (ZDA, 1865 – 1944)
- Jevgraf Stepanovič Fjodorov (Rusija, 1853 – 1919)
- Pavel Aleksandrovič Florenski (Rusija, 1882 – 1937)
- Vladimir Aleksandrovič Fok (Rusija, 1898 – 1974)
- Jon Folkman (ZDA, 1938 – 1969)
- Anatolij Timofejevič Fomenko (Rusija, 1945 –)
- Sergej Vasiljevič Fomin (Rusija, 1917 – 1975)
- Lester Randolph Ford (ZDA, 1886 – 1975)
- Lester Randolph Ford mlajši (ZDA, 1927 – 2017)
- Andrew Russell Forsyth (Škotska, 1858 – 1942)
- Joseph Fourier (Francija, 1768 – 1830)
- Ralph Howard Fowler (Anglija, 1889 – 1944)
- Adolf Abraham Halevi Fraenkel (Nemčija, Izrael, 1891 – 1965)
- Aviezri Fraenkel (Izrael, 1929 –)
- Philipp Frank (Avstrija, ZDA, 1884 – 1966)
- Maurice René Fréchet (Francija, 1878 – 1973)
- Erik Ivar Fredholm (Švedska, 1866 – 1927)
- Michael Hartley Freedman (ZDA, 1951 –)  1986
- Friedrich Ludwig Gottlob Frege (Nemčija, 1848 – 1925)
- Jean Frédéric Frenet (Francija, 1816 – 1900)
- Bernard Frénicle de Bessy (Francija, okoli 1605 – 1675)
- Igor Borisovič Frenkel (Rusija, ZDA, 1952 –)
- Amédée-François Frézier (Francija, 1682 – 1773)
- John Benjamin Friedlander (Kanada)
- Aleksander Aleksandrovič Fridman (Rusija, 1888 – 1925)
- Kurt Otto Friedrichs (Nemčija, ZDA, 1901 – 1982)
- Johannes Acronius Frisius (Nizozemska, 1520 – 1564)
- Regnier Gemma Frisius (Nizozemska, Belgija, 1508 – 1555)
- Ferdinand Georg Frobenius (Nemčija, 1849 – 1917)
- Jürg Fröhlich (Švica, 1946 –)
- Robert Frucht (Nemčija, Čile, 1906 – 1997)
- Lazarus Immanuel Fuchs (Nemčija, 1833 – 1902)
- Nicolaus Fuss (Švica, 1755 – 1826)
- Pavel Nikolajevič Fuss (Rusija, 1797 – 1855)

## G
- Galileo Galilei (Italija, 1564 – 1642)
- Boris Grigorjevič Galjorkin (Rusija, 1871 – 1945)
- Évariste Galois (Francija, 1811 – 1832)
- Lars Gårding (Švedska, 1919 – 2014)
- Martin Gardner (ZDA, 1914 – 2010)
- Pierre Gassendi (Francija, 1592 – 1655)
- Carl Friedrich Gauss (Nemčija, 1777 – 1855)
- Izrail Mojisejevič Gelfand (Rusija, 1913 – 2009)
- Aleksander Osipovič Gelfond (Rusija, 1906 – 1968)
- Henry Gellibrand (Anglija, 1597 – 1636)
- Gemin (Grčija, okoli 90 pr. n. št. – okoli 20 pr. n. št.)
- Gerhard Gentzen (Nemčija, 1909 – 1945)
- Gerbert d'Aurillac (Francija, Italija, okoli 938 – 1003)
- Sophie Germain (Francija, 1776 – 1831)
- Camille-Christophe Gerono (Francija, 1799 – 1891)
- Marin Getaldić (Dubrovnik, 1568 – 1626)
- Ion Ghica (Romunija, 1816 – 1897)
- Aleksander Borisovič Givental (Rusija, ZDA, 1958 –)
- Nikolaj Maksimovič Gjunter (Rusija, 1871 – 1941)
- James Whitbread Lee Glaisher (Anglija, 1848 – 1928)
- Andrew Mattei Gleason (ZDA, 1921 – 2008)
- Grigorij Davidovič Glejzer (Rusija, 1934 – 2020)
- James Gilbert Glimm (ZDA, 1934 –)
- Boris Vladimirovič Gnedenko (Rusija, 1912 – 1995)
- Kurt Gödel (Nemčija, 1906 – 1978)
- Sergej Konstantinovič Godunov (Rusija, 1929 – 2023)
- Marcel Jules Edouard Golay (Švica, ZDA, 1902 – 1989)
- Christian Goldbach (Nemčija, 1690 – 1764)
- Carl Wolfgang Benjamin Goldschmidt (Nemčija, 1807 – 1851)
- Solomon Wolf Golomb (ZDA, 1932 – 2016)
- Ilja Abramovič Golovinski (Rusija, 1951 – )
- Benjamin Gompertz (Anglija, 1779 – 1865)
- Reuben Louis Goodstein (Anglija, 1912 – 1985)
- Paul Albert Gordan (Nemčija, 1837 – 1912)
- Vladimir Grigorjevič Gorski (Rusija, 1925 – )
- Bill Gosper (ZDA, 1943 –)
- William Sealy Gosset (Anglija, 1876 – 1937)
- Édouard Goursat (Francija, 1858 – 1936)
- Nikolaj Nikolajevič Govorun (Rusija, 1930 – 1989)
- William Timothy Gowers (Anglija, 1963 –)  1998
- Judith Victor Grabiner (ZDA, 1938 –)
- Ronald Lewis Graham (ZDA, 1935 – 2020)
- Jørgen Pedersen Gram (Danska, 1850 – 1916)
- Luigi Guido Grandi (Italija, 1671 – 1742)
- Andrew Granville (Anglija, 1962 –)
- Hermann Günther Grassmann (Prusija, 1809 – 1877)
- Dimitrij Aleksandrovič Grave (Rusija, 1863 – 1939)
- John Thomas Graves (Irska, 1806 – 1870)
- John Greaves (Anglija, 1602 – 1652)
- Ben Joseph Green (Anglija, 1977 –)
- George Green (Anglija, 1793 – 1841)
- James Gregory (Škotska, 1638 – 1675)
- Francesco Maria Grimaldi (Italija, 1618 – 1663)
- Emanuels Grinbergs (Latvija, 1911 – 1982)
- Federik Grisogono (Hrvaška, 1472 – 1538)
- Mihail Leonidovič Gromov (Rusija, Francija, 1943 – )
- Marcel Grossmann (Madžarska, Švica, 1878 – 1936)
- Alexander Grothendieck (Francija, 1928 – 2014)  1966
- Christoph Gudermann (Nemčija, 1798 – 1852)
- Paul Guldin (Švica, Italija, Avstrija, 1577 – 1643)
- Semjon Jemeljanovič Gurjev (Rusija, 1766 – 1813)
- Guo Šoudžing (Kitajska, 1231 – 1316)
- Lev Izrailevič Gutenmaher (Rusija, 1908 – 1981)
- Francis Guthrie (Južna Afrika, 1831 – 1899)
- Richard Kenneth Guy (Anglija, Kanada, 1916 – 2020)
- András Gyárfás (Madžarska, 1945 –)

## H
- Alfréd Haar (Madžarska, 1885 – 1933)
- Leonid Genrihovič Hačijan (Rusija, 1952 – 2005)
- Jacques Salomon Hadamard (Francija, 1865 – 1963)
- Johann George Hagen (Avstrija, 1847 – 1930)
- Hans Hahn (Avstrija, 1879 – 1934)
- Ibn al-Haitam (Irak, Egipt, 965 – 1041)
- Omar Hajam (Perzija, 1048 – 1131)
- Marshall Hall (ZDA, 1910 – 1990)
- Philip Hall (Anglija, 1904 – 1982)
- Edmond Halley (Anglija, 1656 – 1742)
- Georg Hamel (Nemčija, 1877 – 1954)
- Richard Streit Hamilton (ZDA, 1943 – )
- William Rowan Hamilton (Irska, 1805 – 1865)
- Peter Ladislaw Hammer (ZDA, 1936 – 2006)
- Richard Wesley Hamming (ZDA, 1915 – 1998)
- Hermann Hankel (Nemčija, 1839 – 1873)
- Frank Harary (ZDA, 1921 – 2005)
- Heiko Harborth (Nemčija, 1938 – )
- Spiru Haret (Romunija, 1851 – 1912)
- Pavel Vasiljevič Harlamov (Rusija, 1924 – )
- Godfrey Harold Hardy (Anglija, 1877 – 1947)
- Thomas Harriot (Anglija, 1560 – 1621)
- Douglas Rayner Hartree (Anglija, 1897 – 1958)
- Helmut Hasse (Nemčija, 1898 – 1979)
- Johan Håstad (Švedska, 1960 – )
- Herbert Aron Hauptman (ZDA, 1917 – 2011)
- Felix Hausdorff (Nemčija, 1868 – 1942)
- Roger Heath-Brown (Anglija, 1952 – )
- Oliver Heaviside (Anglija, 1850 – 1925)
- Stephen Travis Hedetniemi (ZDA)
- Earle Raymond Hedrick (ZDA, 1876 – 1943)
- Kurt Heegner (Nemčija, 1893 – 1965)
- Hans Arnold Heilbronn (Nemčija, 1908 – 1975)
- Piet Hein (Danska, 1905 – 1996)
- Eduard Heine (Nemčija, 1821 – 1881)
- Dan Heisman (ZDA, 1950 – )
- John Hellins (Anglija, 1749 – 1827)
- Hermann Ludwig Ferdinand von Helmholtz (Nemčija, 1821 – 1894)
- Tiberius Hemsterhuis (Nizozemska, 1685 – 1766)
- Michel Hénon (Francija, 1931 – 2013)
- Gustav Herglotz (Nemčija, 1881 – 1953)
- Jakob Hermann (Švica, 1678 – 1733)
- Charles Hermite (Francija, 1822 – 1901)
- Heron (Aleksandrija, okoli 20 – okoli 100)
- John Frederick William Herschel (Anglija, 1792 – 1871)
- Israel Nathan Herstein (ZDA, 1923 – 1988)
- Ludwig Otto Hesse (Nemčija, 1811 – 1874)
- Karl Heun (Nemčija, 1859 – 1929)
- Hendrik van Heuraet (Nizozemska, 1633 – 1660)
- Edwin Hewitt (ZDA, 1920 – 1999)
- Arend Heyting (Nizozemska, 1898 – 1980)
- William Mitchinson Hicks (Anglija, 1850 – 1934)
- Nicholas John Higham (Anglija, 1961 –)
- Graham Higman (Anglija, 1917 – 2008)
- Abraham Hija (Španija, okoli 1070 – okoli 1136)
- David Hilbert (Nemčija, 1862 – 1943)
- George William Hill (ZDA, 1838 – 1914)
- Einar Carl Hille (ZDA, 1894 – 1980)
- Aleksander Jakovljevič Hinčin (Rusija, 1894 – 1959)
- Hiparh (Nikeja, okoli 194 pr. n. št. – 120 pr. n. št.)
- Hipatija (Grčija, 370 – 415)
- Hipsiklej (Grčija, okoli 190 pr. n. št. – 120 pr. n. št.)
- Gustave-Adolphe Hirn (Francija, 1815 – 1890)
- Heisuke Hironaka (Japonska, 1931 –)  1970
- Morris Hirsch (ZDA, 1933 –)
- Thomas Archer Hirst (Anglija, 1830 – 1892)
- Nigel James Hitchin (Anglija, 1946 – )
- Vaclav Hlavaty (Češka, 1894 – 1969)
- Ernst Hölder (Nemčija, 1901 – 1990)
- Otto Ludwig Hölder (Nemčija, 1859 – 1937)
- Guillaume de l'Hôpital (Francija, 1661 – 1704)
- Reinhold Hoppe (Nemčija 1816 – 1900)
- Grace Hopper (ZDA, 1906 – 1992)
- Lars Valter Hörmander (Švedska, 1931 – 2012)  1962
- Thomas Hornsby (Anglija, 1733 – 1810)
- Jeremiah Horrocks (Anglija, 1618 – 1641)
- Georges Hostelet (Francija, 1875 – 1960)
- Maarten van den Hove (Nizozemska, 1605 – 1639)
- Fred Hoyle (Združeno kraljestvo, 1915 – 2001)
- Jur Hronec (Slovaška, 1881 – 1959)
- Johannes Hudde (Nizozemska, 1628 – 1704)
- Sergej Ivanovič Hudjajev (Rusija, 1934 – 2004)
- Pierre Henri Hugoniot (Francija, 1851 – 1887)
- Adolf Hurwitz (Nemčija, 1859 – 1919)
- Charles Hutton (Anglija, 1737 – 1823)
- Martin Neil Huxley (Anglija)
- Christiaan Huygens (Nizozemska, 1629 – 1695)

## I
- I Sin (Kitajska, 683 – 727)
- Vladimir Sergejevič Ignatovski (Rusija, 1875 – 1942)
- Arlen Mihajlovič Iljin (Rusija, 1932 – 2013)
- Vasilij Grigorjevič Imšenecki (Rusija, 1832 – 1892)
- Albert Edward Ingham (Anglija, 1900 – 1967)
- Rufus Philip Isaacs (ZDA, 1914 – 1981)
- Aleksander Juljevič Išlinski (Rusija, 1913 – 2003)
- Ivan Ivanovič Ivanov (Rusija, 1862 – 1939)
- Kenneth Eugene Iverson (Kanada, 1920 – 2004)
- Boris Mihajlovič Ivljev (Rusija, 1946 – 1990)
- James Ivory (Škotska, 1765 – 1842)
- Henryk Iwaniec (Poljska, ZDA, 1947 –)

## J
- Carl Gustav Jakob Jacobi (Nemčija, 1804 – 1851)
- Nathan Jacobson (ZDA, 1910 – 1999)
- Ernst Erich Jacobsthal (Nemčija, 1882 – 1965)
- Arthur Jaffe (ZDA, 1937 –)
- Jakub ibn Tarik (Bagdad, Abasidski kalifat, ??? – okoli 796)
- Jang Hui (Kitajska, 1238 – 1298)
- Vojtěch Jarník (Češka, 1897 – 1970)
- Šing-Tung Jau (Kitajska, ZDA, 1949 – )  1982
- James Hopwood Jeans (Anglija, 1877 – 1946)
- Harold Jeffreys (Anglija, 1891 – 1989)
- Dimitrij Fjodorovič Jegorov (Rusija, 1869 – 1931)
- Johan Ludvig William Valdemar Jensen (Danska, 1859 – 1925)
- Fritz John (Nemčija, ZDA, 1910 – 1994)
- Katherine Johnson (ZDA, 1918 – 2020)
- Norman Johnson (ZDA, 1930 – 2017)
- Vaughan Frederick Randal Jones (Nova Zelandija, ZDA, 1952 – )  1990
- William Jones (Anglija, 1675 – 1749)
- Ernst Pascual Jordan (Nemčija, 1902 – 1980)
- Marie Ennemond Camille Jordan (Francija, 1838 – 1922)
- Gaston Maurice Julia (Alžirija, Francija, 1893 – 1978)
- Joachim Jungius (Nemčija, 1587 – 1657)
- ibn Junis (Egipt, 950 – 1009)

## K
- Mark Kac (Poljska, ZDA, 1914 – 1984)
- Viktor Gerševič Kac (Rusija, ZDA, 1943 – )
- Venjamin Fjodorovič Kagan (Rusija, 1869 – 1953)
- Soiči Kakeja (Japonska, 1886 – 1947)
- Rudolf Emil Kalman/Kálmán (Madžarska, ZDA, 1930 – 2016)
- Theodor Kaluza (Nemčija, 1910 – 1994)
- Theodor Franz Eduard Kaluza (Nemčija, 1885 – 1954)
- Kamalakara (Indija, 1616 – 1700)
- Egbert van Kampen (Nizozemska, 1908 – 1942)
- Niky Kamran (Belgija, Kanada, 1959 –)
- Leonid Vitaljevič Kantorovič (Rusija, 1912 – 1986)
- Irving Kaplansky (ZDA, 1917 – 2006)
- Šri Datatreja Ramačandra Kaprekar (Indija, 1905 – 1986)
- Šašičand Fatehčand Kapoor (Indija, ZDA)
- Anatolij Aleksejevič Karacuba (Rusija, 1937 – 2008)
- Jovan Karamata (Srbija, 1902 – 1967)
- Theodore von Kármán (Madžarska, ZDA, Nemčija, 1881 – 1963)
- Amr-al-Karmani (arabska Španija, 970 – 1066)
- Abraham Gotthelf Kästner (Nemčija, 1719 – 1800)
- Gijasedin al-Kaši (Timuridski Iran, okoli 1370 – 1429)
- John Keill (Škotska, 1671 – 1721)
- Mstislav Vsevolodovič Keldiš (Rusija, 1911 – 1978)
- David George Kendall (Anglija, 1918 – 2007)
- Johannes Kepler (Nemčija, 1571 – 1630)
- Steven Paul Kerckhoff (1952 – )
- Wilhelm Killing (Nemčija, 1847 – 1923)
- Clark Kimberling (ZDA, 1942 – )
- Aleksander Aleksandrovič Kirillov (Rusija, 1931 –)
- Thomas Penyngton Kirkman (Anglija, 1806 – 1895)
- Sergiu Klainerman (Romunija, ZDA, 1950 – )
- Erica Klarreich (ZDA, 1972 –)
- Victor LaRue Klee (ZDA, 1925 – 2007)
- Stephen Cole Kleene (ZDA, 1909 – 1994)
- Felix Christian Klein (Nemčija, 1849 – 1925)
- Igor Kluvánek (Slovaška, Avstralija, 1931 – 1993)
- Bronisław Knaster (Poljska, 1893 – 1980)
- Adolf Kneser (Nemčija, 1862 – 1930)
- Hellmuth Kneser (Nemčija, 1898 – 1973)
- Martin Kneser (Nemčija, 1928 – 2004)
- Walter Knödel (Avstrija, Nemčija, 1926 – 2018)
- Konrad Knopp (Nemčija, 1882 – 1957)
- Cargill Gilston Knott (Škotska, 1856 – 1922)
- Donald Ervin Knuth (ZDA, 1938 –)
- Adam Adamandy Kochański (Poljska, 1631 – 1700)
- Kunihiko Kodaira (Japonska, 1915 – 1997)  1954
- Max Koecher (Nemčija, 1924 – 1990)
- Milan Kolibiar (Slovaška, 1922 – 1994)
- Andrej Nikolajevič Kolmogorov (Rusija, 1903 – 1987)
- Maksim Lvovič Koncevič (Rusija, 1964 –)  1998
- Dénes Kőnig (Madžarska, 1884 – 1944)
- Leo Königsberger (Nemčija, 1837 – 1921)
- Konon (Samos, Grčija, okoli 280 pr. n. št. – okoli 220 pr. n. št.)
- Bernard Osgood Koopman (ZDA, 1900 – 1981)
- Aleksander Nikolajevč Korkin (Rusija, 1837 – 1908)
- Diederik Johannes Korteweg (Nizozemska, 1848 – 1941)
- Aleksander Petrovič Kotelnikov (Rusija, 1865 – 1944)
- Sofja Vasiljevna Kovalevska (Rusija, 1850 – 1891)
- Christian Kramp (Francija, 1760 – 1826)
- Mihajlo Pilipovič Kravčuk (Ukrajina, 1892 – 1942)
- Leopold Kronecker (Nemčija, 1823 – 1891)
- Aleksander Semjonovič Kronrod (Rusija, 1921 – 1986)
- Martin David Kruskal (ZDA, 1925 – 2006)
- Ktezibij (Aleksandrija, Ptolemejski Egipt, 285 pr. n. št. – 222 pr. n. št.)
- Jonas Kubilius (Litva, 1921 – 2011)
- Ernst Eduard Kummer (Nemčija, 1810 – 1893
- Kazimierz Kuratowski (Poljska, 1896 – 1980)
- Aleksander Genadjevič Kuroš (Rusija, 1908 – 1971)
- Aleksander Borisovič Kuržanski (Rusija, 1939 –)
- Boris Abramovič Kušner (Rusija, ZDA, 1941 – 2019)
- Vasilij Semjonovič Kuščenko (Rusija)
- Kušiar (Irak, 971 – 1029)
- Martin Wilhelm Kutta (Nemčija, 1867 – 1944)
- Rodjon Osijevič Kuzmin (Rusija, 1891 – 1949)

## L
- Charles Marie de La Condamine (Francija, 1701 – 1774)
- Charles-Jean de La Vallée Poussin (Belgija, 1866 – 1962)
- Olga Aleksandrovna Ladiženska (Rusija, 1922 – 2004)
- Laurent Lafforgue (Francija, 1966 –)  2002
- Jeffrey Lagarias (ZDA, 1949 –)
- Joseph-Louis de Lagrange (Italija, Francija, 1736 – 1813)
- Philippe de La Hire (Francija, 1640 – 1718)
- Joseph Jérôme Lefrançois de Lalande (Francija, 1732 – 1807)
- Antoine de Laloubère (Francija, 1600 – 1664)
- Gerard Laman (Nizozemska, 1924 – 2009)
- Horace Lamb (Anglija, 1849 – 1934)
- Johann Heinrich Lambert (Nemčija, 1728 – 1777)
- Cornelius Lanczos (Madžarska, 1893 – 1974)
- Edmund Landau (Nemčija, 1877 – 1938)
- Jevgenij Mihajlovič Landis (Rusija, 1921 – 1997)
- Serge Lang (Francija, ZDA, 1927 – 2005)
- Leo Jerome Lange (ZDA, 1928 – 2018)
- Rudolf Ernest Langer (ZDA, 1894 – 1968)
- Robert Langlands (Kanada, ZDA, 1936 – )
- Michael Florent van Langren (Belgija, 1598 – 1675)
- Pierre-Simon Laplace (Francija, 1749 – 1827)
- Joseph Larmor (Irska, 1857 – 1942)
- Emanuel Lasker (Nemčija, 1868 – 1941)
- Detlef Laugwitz (Nemčija, 1932 – 2000)
- Pierre Alphonse Laurent (Francija, 1813 – 1854)
- Mihail Aleksejevič Lavrentjev (Rusija, 1900 – 1980)
- Peter David Lax (ZDA, 1926 – 2025)
- Henri Léon Lebesgue (Francija, 1875 – 1941)
- Solomon Lefschetz (ZDA, 1884 – 1972)
- Adrien-Marie Legendre (Francija, 1752 – 1833)
- Russell Sherman Lehman (ZDA)
- Gottfried Wilhelm Leibniz (Nemčija, 1646 – 1716)
- Georges Lemaître (Belgija, 1894 – 1966)
- Pierre Lemonnier (Francija, 1675 – 1757)
- Josef Lense (Avstrija, Nemčija, 1890 – 1985)
- Hanfried Lenz (Nemčija, 1916 – 2013)
- James Lepowsky (ZDA, 1944 –)
- Matyáš Lerch (Češka, 1860 – 1922)
- Stanisław Leśniewski (Poljska, 1886 – 1939)
- Urbain-Jean Joseph Le Verrier (Francija, 1811 – 1877)
- William Judson LeVeque (ZDA, 1923 – 2007)
- Tullio Levi-Civita (Italija, 1873 – 1941)
- Leonid Anatoljevič Levin (Rusija, 1948 –)
- Maurice Lévy (Francija, 1838 – 1910)
- Paul Pierre Lévy (Francija, 1886 – 1971)
- Anders Johan Lexell (Švedska, Rusija, 1740 – 1784)
- Li Či (Kitajska, 1192 – 1279)
- Li Čungfeng (Kitajska, 602 – 670)
- Guglielmo Libri Carucci dalla Sommaja (Italija, 1803 – 1869)
- Marius Sophus Lie (Norveška, 1842 – 1899)
- Elliott Hershel Lieb (ZDA, 1932 –)
- Michael James Lighthill (Anglija, 1924 – 1998)
- Ferdinand von Lindemann (Nemčija, 1852 – 1939)
- Elon Lindenstrauss (Izrael, 1970 –)  2010
- Ignaz Lindner (Avstrija, 1777 – 1835)
- Jack Hendricus van Lint (Nizozemska, 1932 – 2004)
- Jacques-Louis Lions (Francija, 1928 – 2001)
- Pierre-Louis Lions (Francija, 1956 –)  1994
- Joseph Liouville (Francija, 1809 – 1882)
- Jules Antoine Lissajous (Francija 1822 – 1880)
- John Edensor Littlewood (Anglija, 1885 – 1977)
- Liu Hui (Kitajska, okoli 220 – okoli 285)
- Aleksander Mihajlovič Ljapunov (Rusija, 1857 – 1918)
- Aleksej Andrejevič Ljapunov (Rusija, 1911 – 1973)
- Lazar Aronovič Ljusternik (Rusija, 1899 – 1981)
- Nikolaj Ivanovič Lobačevski (Rusija, 1792 – 1856)
- Frank Richard Löbell  (Nemčija, 1893 – 1964)
- Christen Longberg (Danska, 1562 – 1647)
- Edward Norton Lorenz (ZDA, 1917 – 2008)
- Augustus Edward Hough Love (Anglija, 1863 – 1940)
- John William Lubbock (Anglija, 1803 – 1865)
- François Édouard Anatole Lucas (Francija, 1842 – 1891)
- Jan Łukasiewicz (Poljska, 1878 – 1956)
- Nikolaj Nikolajevič Luzin (Rusija, 1883 – 1950)
- Raymond Arthur Lyttleton (Anglija, 1911 – 1995)

## M
- Hans Maaß (Nemčija, 1911 – 1992)
- Saunders Mac Lane (ZDA, 1909 – 2005)
- James MacCullagh (Irska, 1809 – 1847)
- Hector Munro Macdonald (Škotska, 1865 – 1935)
- Alexander Macfarlane (Škotska, 1851 – 1913)
- John Machin (Anglija, okoli 1686 – 1751)
- George Whitelaw Mackey (ZDA, 1916 – 2006)
- Colin Maclaurin (Škotska, 1698 – 1746)
- Percy Alexander MacMahon (Anglija, 1854 – 1929)
- Jošisuke (Riohicu) Macunaga (Japonska, okoli 1690 – 1744)
- Michael Maestlin (Nemčija, 1550 – 1631)
- Leontij Filipovič Magnicki (Rusija, 1669 – 1739)
- Ludwig Immanuel Magnus (Nemčija, 1790 – 1861)
- Robert Main (Anglija, 1808 – 1878)
- Jean-Jacques Dortous de Mairan (Francija, 1678 – 1771)
- Charles Malapert (Belgija, 1581 – 1630)
- Carl Johan Malmsten (Švedska, 1814 – 1886)
- Étienne Louis Malus (Francija, 1775 – 1812)
- Szolem Mandelbrojt (Poljska, 1899 – 1983)
- Benoît B. Mandelbrot (Poljska, 1924 – 2010)
- Hans Carl Friedrich von Mangoldt (Nemčija, 1854 – 1925)
- Jurij Ivanovič Manin (Rusija, Nemčija, 1937 – )
- Henry Berthold Mann (Avstrija, ZDA, 1905 – 2000)
- Abu Nasr Mansur (Gasna, 970 – 1036)
- Herman William March (Nemčija, ZDA, 1878 – 1953)
- Sibe Mardešić (Hrvaška, 1927 – 2016)
- Grigorij Aleksandrovič Margulis (ZSSR, ZDA, 1946 –)  1978
- Andrej Andrejevič Markov (Rusija, 1856 – 1922)
- Andrej Andrejevič Markov (Rusija, 1904 – 1979)
- Vladimir Andrejevič Markov (Rusija, 1871 – 1897)
- Jerrold E. Marsden (ZDA, 1942 –)
- Anders Martin-Löf (Švedska, 1940 –)
- Per Martin-Löf (Švedska, 1942 –)
- Pierre-Louis Moreau de Maupertuis (Francija, 1698 – 1759)
- Lorenzo Mascheroni (Italija, 1750 – 1800)
- Heinrich Maschke (Nemčija, 1853 – 1908)
- Max Mason (ZDA, 1877 – 1961)
- Claude-Louis Mathieu (Francija, 1783 – 1875)
- Émile Léonard Mathieu (Francija, 1835 – 1890)
- Jurij Vladimirovič Matijasevič (Rusija, 1947 –)
- Ludwig Maurer (Nemčija, 1859 – 1927)
- James Clerk Maxwell (Škotska, 1831 – 1879)
- Johann Tobias Mayer (Nemčija, 1752 – 1830)
- Tobias Mayer (Nemčija, 1723 – 1762)
- Stanisław Mazur (Poljska, 1905 – 1981)
- Stefan Mazurkiewicz (Poljska, 1888 – 1945)
- Emory McClintock (ZDA, 1840 – 1916)
- Douglas McIlroy (ZDA, 1932 –)
- Curtis Tracy McMullen (ZDA, 1958 –)  1998
- Edward James McShane (ZDA, 1904 – 1989)
- Hjalmar Mellin (Finska, 1854 – 1933)
- Menehmo (Alopekonez, Mala Azija, okoli 378 pr. n. št. – okoli 320 pr. n. št.)
- Menelaj (Aleksandrija, okoli 70 – okoli 140)
- Karl Menger (Avstrija, 1902 – 1985)
- Pietro Mengoli (Italija, 1626 – 1686)
- Dimitrij Jevgenjevič Menšov (Rusija, 1892 – 1988)
- Nicholas Mercator (Nemčija, okoli 1620 – 1687)
- Marin Mersenne (Francija, 1588 – 1648)
- Franz Mertens (Nemčija, 1840 – 1927)
- Adriaan Metius (Nizozemska, 1571 – 1635)
- Meton (Grčija, okoli 470 pr. n. št. – okoli 400 pr. n. št.)
- Nicholas Metropolis (ZDA, 1915 – 1999)
- Arne Meurman (Švedska, 1956 –)
- Valentin Petrovič Mihajlov (Rusija)
- Sándor Mikola (Madžarska, 1871 – 1945)
- Jakob Milich (Nemčija, 1501 – 1559)
- Edward Arthur Milne (Anglija, 1896 – 1950)
- John Willard Milnor (ZDA, 1931 –)  1962
- Hermann Minkowski (Nemčija, 1864 – 1909)
- Richard von Mises (Avstrija, ZDA, 1883 – 1953)
- Anatolij Dimitrijevič Miškis (Rusija, 1920 – 2009)
- Ormbsy McKnight Mitchel (ZDA, 1809 – 1862)
- Magnus Gösta Mittag-Leffler (Švedska, 1846 – 1927)
- August Ferdinand Möbius (Nemčija, 1790 – 1868)
- Ernst Max Mohr (Nemčija, 1910 – 1989)
- Georg Mohr (Danska, 1640 – 1697)
- Abraham de Moivre (Francija, 1667 – 1754)
- Gaspard Monge (Francija, 1746 – 1818)
- Deane Montgomery (ZDA, 1909 – 1992)
- Hugh Lowell Montgomery (ZDA, 1944 –)
- Edward Forrest Moore (ZDA, 1925 – 2003)
- Eliakim Hastings Moore (ZDA, 1862 – 1932)
- John Coleman Moore (ZDA)
- Robert Lee Moore (ZDA, 1882 – 1974)
- Louis Joel Mordell (ZDA, Anglija, 1888 – 1972)
- Dimitrij Dimitrijevič Morduhaj-Boltovskoj (Rusija, 1876 – 1952)
- Šigefumi Mori (Japonska, 1951 –)  1990
- Bernard Morin (Francija, 1931 – 2018)
- Frank Morley (ZDA, 1860 – 1937)
- Nikita Fjodorovič Morozov (Rusija, 1932 –)
- Charles Bradfield Morrey (ZDA, 1907 – 1984)
- Harold Calvin Marston Morse (ZDA, 1892 – 1977)
- Jürgen Kurt Moser (Nemčija, ZDA, 1928 – 1999)
- George Daniel Mostow (ZDA, 1923 – 2017)
- Sjamadas Mukhopadhjaja (Indija, 1866 – 1937)
- David Bryant Mumford (Anglija, ZDA, 1937 –)  1974
- Jean de Muris (Francija, 1290 – 1351)
- Nikoloz Мushelišvili (Gruzija, 1891 – 1976)

## N
- Valentin Naboth (Nemčija, 1523 – 1593)
- Mark Aronovič Najmark (Rusija, 1909 – 1978)
- John Napier (Škotska, 1550 – 1617)
- John Forbes Nash (ZDA, 1928 – 2015)
- Crispin Nash-Williams (Wales, 1932 – 2001)
- Zeev Nehari (Izrael, 1915 – 1978)
- William Neile (Škotska, 1637 – 1670)
- Edward Nelson (ZDA, 1932 – 2014)
- Harry Lewis Nelson (ZDA, 1932 –)
- Jordan Nemorarij (Nemčija, okoli 1170 – 1237)
- Jurij Valentinovič Nesterenko (Rusija/Ukrajina 1946 –)
- Eugen Netto (Nemčija, 1848 – 1919)
- Otto Eduard Neugebauer (Avstrija, ZDA, 1899 – 1990)
- Jürgen Neukirch (Nemčija, 1937 – 1997)
- Carl Gottfried Neumann (Nemčija, 1832 – 1925)
- Franz Ernst Neumann (Nemčija, 1798 – 1895)
- John von Neumann (Madžarska, ZDA, 1903 – 1957)
- Rolf Herman Nevanlinna (Finska, 1895 – 1980)
- Max Newman (Anglija, 1897 – 1984)
- Isaac Newton (Anglija, 1643 – 1727)
- Jerzy Neyman (Poljska, ZDA, 1894 – 1981)
- Ngô Bảo Châu (Vietnam, 1972 –)  2010
- William Nicol (Škotska, 1768 – 1851)
- Bernard Nieuwentyt (Nizozemska, 1654 – 1718)
- Sergej Mihajlovič Nikolski (Rusija, 1905 – 2012)
- Nikomah (Herada, rimska Sirija, okoli 60 – okoli 120)
- Nikomed (Grčija, okoli 280 pr. n. št. – okoli 210 pr. n. št.)
- Nikoteles (Grčija, okoli 310 pr. n. št. – okoli 230 pr. n. št.)
- Nilakanta Somajadži (Indija, 1444 – 1502)
- Louis Nirenberg (Kanada, ZDA, 1925 – 2020)
- Ivan Morton Niven (Kanada, ZDA, 1915 – 1999)
- Emmy Noether (Nemčija, 1882 – 1935)
- Max Noether (Nemčija, 1844 – 1921)
- Niels Erik Nörlund (Danska, 1885 – 1981)
- Peter Sergejevič Novikov (Rusija, 1901 – 1975)
- Sergej Petrovič Novikov (Rusija, 1938 –)  1970

## O
- Andrew Odlyzko (ZDA, 1949 –)
- Martin Ohm (Nemčija, 1792 – 1872)
- Andrej Jurjevič Okunkov (Rusija, 1969 –)  2006
- Olga Arsenjevna Olejnik (Rusija, 1925 – 2001)
- Frank William John Olver (ZDA, 1924 – 2013)
- Ken Ono (ZDA, 1968 –)
- Theodor von Oppolzer (Avstrija, 1841 – 1886)
- Øystein Ore (Norveška, 1899 – 1968)
- Nicole Oresme (Francija, 1323 – 1382)
- William Fogg Osgood (ZDA, 1864 – 1943)
- Mihail Vasiljevič Ostrogradski (Rusija, 1801 – 1862)
- Valentinus Otho (Nemčija, okoli 1548 – 1603)
- William Oughtred (Anglija, 1575 – 1660)
- Jacques Ozanam (Francija, 1640 – 1717)

## P
- Luca Pacioli (Italija, 1445 – 1514)
- Henri Eugène Padé (Francija, 1863 – 1953)
- Paul Painlevé (Francija, 1863 – 1933)
- Igor Pak (Rusija, ZDA, 1971 –)
- Richard Sheldon Palais (ZDA, 1931 –)
- Theodore Windle Palmer (ZDA, 1935 –)
- Raymond Paley (Anglija, 1907 – 1933)
- Denis Papin (Francija, Anglija, 1647 – 1712)
- Papos Aleksandrijski (Grčija, okoli 290 – okoli 350)
- Ernest Tilden Parker (ZDA, 1926 – 1991)
- Blaise Pascal (Francija, 1623 – 1662)
- Nicholas Passell (ZDA)
- Karl Pearson (Anglija, 1857 – 1936)
- Giuseppe Peano (Italija, 1858 – 1932)
- Benjamin Peirce (ZDA, 1809 – 1880)
- Heinz-Otto Peitgen (Nemčija, 1945 –)
- John Pell (Anglija, 1611 – 1685)
- Roger Penrose (Anglija, 1931 –)
- Grigorij Jakovljevič Perelman (Rusija, 1966 –)  2006 (zavrnil)
- Joseph Jean Camille Pérès (Francija, 1890 – 1962)
- Oskar Perron (Nemčija, 1880 – 1975)
- Ivan Mihejevič Pervušin (Rusija, 1827 – 1900)
- Julius Peter Christian Petersen (Danska, 1839 – 1910)
- Aleksej Zinovjevič Petrov (Rusija, Ukrajina, 1910 – 1972)
- Mihailo Petrović Alas (Srbija, 1868 – 1943)
- Ivan Georgijevič Petrovski (Rusija, 1901 – 1973)
- Georg Aunpekh von Peurbach (Avstrija, 1423 – 1461)
- Johann Friedrich Pfaff (Nemčija, 1765 – 1825)
- Johann Wilhelm Andreas Pfaff (Nemčija, 1774 – 1835)
- Charles Émile Picard (Francija, 1856 – 1941)
- Luc Picart (Francija, 1867 – 1956)
- Georg Alexander Pick (Avstrija, 1859 – 1942)
- János Pintz (Madžarska, 1950 –)
- Charles Pisot (Francija, 1910 – 1984)
- Pitagora (Samos, Grčija, 582 pr. n. št. – 496 pr. n. št.)
- Piteas (Grčija, okoli 340 pr. n. št. – okoli 270 pr. n. št.)
- Ilja Josifovič Pjatecki-Šapiro (Rusija, 1929 – 2009)
- Giovanni Antonio Amedeo Plana (Italija, 1781 – 1864)
- Josip Plemelj (Slovenija, 1873 – 1967)
- Simon Plouffe (Kanada, 1956 –)
- Julius Plücker (Nemčija, 1801 – 1868)
- Leo August Pochhammer (Nemčija, 1841 – 1920)
- Henri Poincaré (Francija, 1854 – 1912)
- Louis Poinsot (Francija, 1777 – 1859)
- Siméon-Denis Poisson (Francija, 1781 – 1840)
- Luigi Poletti (Italija, 1864 – 1967)
- George Pólya (Madžarska, ZDA, 1887 – 1985)
- Dimitrie Pompeiu (Romunija, 1873 – 1954)
- Jean-Victor Poncelet (Francija, 1788 – 1867)
- Lev Semjonovič Pontrjagin (Rusija, 1908 – 1988)
- Alfred van der Poorten (Nizozemska, Avstralija, 1942 – 2010)
- Emil Leon Post (ZDA, 1897 – 1954)
- Griffith Baley Price (ZDA, 1905 – 2006)
- Robert Clay Prim (ZDA, 1921 – 2021)
- Ivan Ivanovič Privalov (Rusija, 1891 – 1941)
- Jurij Vasiljevič Prohorov (Rusija, 1929 – 2013)
- Prokl (Grčija, 411 – 485)
- Gaspard de Prony (Francija, 1755 – 1839)
- Ptolemej (Ptolemejski Egipt, okoli 85 – okoli 170)
- Victor Alexandre Puiseux (Francija, 1820 – 1883)
- Mihajlo Pupin-Idvorski (Srbija, ZDA, 1854 – 1935)

## Q
- Lambert Adolphe Jacques Quételet (Belgija, 1796 – 1874)
- Daniel Gray Quillen (ZDA, 1940 – 2011)  1978

## R
- Joseph Ludwig Raabe (Švica, 1801 – 1859)
- Hans Adolph Rademacher (Nemčija, ZDA, 1892 – 1969)
- Richard Rado (Nemčija, Anglija, 1906 – 1989)
- Srinivasa Ajangar Ramanudžan (Indija, 1887 – 1920)
- Frank Plumpton Ramsey (Anglija, 1903 – 1930)
- Matthew Raper (Anglija, 1705 – 1778)
- Dwijendra Kumar Ray-Chaudhuri (Indija, ZDA, 1933 –)
- Ronald Cedric Read (Anglija, Kanada, 1924 – 2019)
- Raymond Moos Redheffer (ZDA, 1921 – 2005)
- Mina Rees (ZDA, 1902 – 1997)
- Tullio Regge (Italija, 1931 – 2014)
- Regiomontan (Johannes Müller) (Nemčija, 1436 – 1476)
- Marian Rejewski (Poljska, 1905 – 1980)
- Alfréd Rényi (Madžarska, 1921 – 1970)
- Lorenzo Respighi (Italija, 1824 – 1889)
- Paulo Ribenboim (Brazilija, Kanada, 1928 –)
- Kenneth Alan Ribet (ZDA, ???? –)
- Konstantin Aleksejevič Ribnikov (Rusija, 1913 – 2004)
- Jacopo Riccati (Italija, 1676 – 1754)
- Gregorio Ricci-Curbastro (Italija, 1853 – 1925)
- Friedrich Julius Richelot (Nemčija, 1808 – 1875)
- Bernhard Riemann (Nemčija, 1826 – 1866)
- Adam Ries (Nemčija, 1492 – 1559)
- Hans Ivar Riesel (Švedska, 1929 – 2014)
- Frigyes Riesz (Madžarska, 1880 – 1956)
- Joachim Sterck van Ringelbergh (Belgija, 1499 – 1556)
- Robert Henry Risch (ZDA, 1939 –)
- Viktor Solomonovič Rjabenki (Rusija, 1923 – 2018)
- David Peter Robbins (ZDA, 1942 – 2003)
- Howard Percy Robertson (ZDA, 1903 – 1961)
- Julia Robinson (ZDA, 1919 – 1985)
- Édouard Albert Roche (Francija, 1820 – 1883)
- Vladimir Abramovič Rohlin (Rusija, 1919 – 1984)
- Michel Rolle (Francija, 1652 – 1719)
- Ole Christensen Rømer (Danska, 1644 – 1710)
- Adriaan van Roomen (Belgija, 1561 – 1615)
- Michael Ira Rosen (ZDA, 1938 –)
- Edward John Routh (Anglija, 1831 – 1907)
- Gian-Carlo Rota (Italija, ZDA, 1932 – 1999)
- Klaus Friedrich Roth (Nemčija, Anglija,  1925 – 2015)  1958
- Paolo Ruffini (Italija, 1765 – 1822)
- Carl David Tolmé Runge (Nemčija, 1856 – 1927)
- Bertrand Russell (Anglija, 1872 – 1970)
- William Rutherford (Anglija, 1798 – 1871)

## S
- Thomas Lorie Saaty (ZDA, 1926 – 2017)
- Giovanni Girolamo Saccheri (Italija, 1667 – 1733)
- Horst Sachs (Nemčija, 1927 – 2016)
- Grégoire de Saint-Vincent (Belgija, 1584 – 1667)
- George Salmon (Irska, 1819 – 1904)
- K. Saradha (Indija, ???? – )
- Natarajan Saradha (Indija, ???? – )
- Alphonse Antonio de Sarasa (Belgija, 1618 – 1667)
- Peter Sarnak (Južna Afrika, ZDA, 1953 –)
- Nicolas Sarrabat (Francija, 1698 – 1739)
- Philippe Satge (Francija, ???? –)
- Nicholas Saunderson (Anglija, 1682 – 1739)
- Christoph Scheiner (Nemčija, 1575 – 1650)
- Heinrich Ferdinand Scherk (Nemčija, 1798 – 1885)
- Johann Jakob Scheuchzer (Švica, 1672 – 1733)
- Ludwig Schläfli (Švica, 1814 – 1895)
- Victor Schlegel (Nemčija, 1843 – 1905)
- Erhard Oswald Johannes Schmidt (Nemčija, 1876 – 1959)
- Theodor Schneider (Nemčija, 1911 – 1988)
- Johannes Schöner (Nemčija, 1477 – 1547)
- Arthur Moritz Schönflies (Nemčija, 1853 – 1928)
- Frans van Schooten (Nizozemska, 1615 – 1660)
- Friedrich Hermann Schottky (Nemčija, 1851 – 1935)
- Friedrich Wilhelm Karl Ernst Schröder (Nemčija, 1841 – 1902)
- Frederik Schuh (Nizozemska, 1875 – 1966)
- Issai Schur (Nemčija, 1875 – 1941)
- Laurent Schwartz (Francija, 1915 – 2002)  1950
- Hermann Amandus Schwarz (Nemčija, 1843 – 1921)
- Julian Seymour Schwinger (ZDA, 1918 – 1994)
- Dana Scott (ZDA, 1932 –)
- Michael John Seaton (Anglija, 1923 – 2007)
- Irving Ezra Segal (ZDA, 1918 – 1998)
- Graeme Segal (Anglija, 1941/2 –)
- Takakazu Šinsuke Seki (Japonska, okoli 1642 – 1708)
- Atle Selberg (Norveška, ZDA, 1917 – 2007)  1950
- Konstantin Adolfovič Semendjajev (Rusija)
- Jean-Pierre Serre (Francija, 1926 – )  1954
- Joseph-Alfred Serret (Francija, 1819 – 1885)
- Jeffrey Shallit (ZDA, 1957 –)
- Daniel Shanks (ZDA, 1917 – 1996)
- Claude Elwood Shannon (ZDA, 1916 – 2001)
- Isador Mitchell Sheffer (ZDA, 1901 – 1992)
- James Short (Škotska, Anglija, 1710 – 1768)
- George Shuckburgh-Evelyn (Anglija, 1751 – 1804)
- Carl Ludwig Siegel (Nemčija, 1896 – 1981)
- Wacław Franciszek Sierpiński (Poljska, 1882 – 1969)
- Simplikij (Rimski imperij, okoli 490 – okoli 560)
- Thomas Simpson (Anglija, 1710 – 1761)
- Jakov Grigorjevič Sinaj (Rusija, ZDA, 1935 –)
- Isadore Manual Singer (ZDA, 1924 – 2021)
- David Singmaster (ZDA, Anglija 1938 – 2023)
- Willem de Sitter (Nizozemska, 1872 – 1934)
- Albert Thoralf Skolem (Norveška, 1887 – 1963)
- Neil Sloane (ZDA, 1939 –)
- David Slowinski (ZDA)
- Stephen Smale (ZDA, 1930 –)  1966
- Stanislav Konstantinovič Smirnov (Rusija, 1970 –)  2010
- Derek Howard Smith (Anglija)
- Henry John Stephen Smith (Irska, 1826 – 1883)
- Raymond Smullyan (ZDA, 1919 – 2017)
- Nina Claire Snaith (Anglija, 1974 –)
- Rudolph Snel van Royen (Nizozemska, 1546 – 1613)
- Willebrord Snell van Royen (Nizozemska 1580 – 1626)
- Jan Śniadecki (Poljska, 1756 – 1830)
- Virgil Snyder (ZDA, 1869 – 1950)
- Sergej Lvovič Soboljev (Rusija, 1908 – 1989)
- Leonhard Sohncke (Nemčija, 1842 – 1897)
- Juljan Karl Vasiljevič Sohocki (Rusija, 1842 – 1927)
- Johann Georg von Soldner (Nemčija, 1776 – 1833)
- Robert Henry Sorgenfrey (ZDA, 1915 – 1996)
- Vera Turán Sós (Madžarska, 1931 –)
- Sosigen (Ptolemejski Egipt, okoli 90 pr. n. št. – okoli 20 pr. n. št.)
- John Speidell (Anglija, ???? – 1634)
- Sporos (Nikeja, okoli 240 – 300)
- Harold Stark (ZDA, 1939 –)
- Sergej Borisovič Stečkin (Rusija, 1920 – 1995)
- Jožef Stefan (Avstro-Ogrska, Slovenija, 1835 – 1893)
- Jakob Steiner (Švica, 1796 – 1863)
- Hugo Dyonizy Steinhaus (Poljska, 1887 – 1972)
- Vladimir Andrejevič Steklov (Rusija, 1864 – 1926)
- Simon Stevin (Nizozemska, 1548 – 1620)
- Michael Stifel (Nemčija, 1487 – 1567)
- Thomas Joannes Stieltjes (Nizozemska, 1856 – 1894)
- James Stirling (Škotska, 1692 – 1770)
- James Johnston Stoker (ZDA, 1905 – 1992)
- George Gabriel Stokes (Irska, Anglija, 1819 – 1903)
- Marshall Harvey Stone (ZDA, 1903 – 1989)
- Carl Størmer (Norveška, 1874 – 1957)
- Ernst Gabor Straus (Nemčija, ZDA, 1922 – 1983)
- Mårten Strömer (Švedska, 1707 – 1770)
- Eduard Study (Nemčija, 1862 – 1930)
- Jacques Charles François Sturm (Francija, 1803 – 1855)
- Su Buking (Kitajska, 1902 – 2003)
- Dennis Parnell Sullivan (ZDA, 1941 –)
- Sun Či (Kitajska, okoli 400 – okoli 473)
- Peter Swinnerton-Dyer (Anglija, 1927 – 2018)
- Peter Ludwig Mejdell Sylow (Norveška, 1832 – 1918)
- James Joseph Sylvester (Anglija, ZDA, 1814 – 1897)
- Cathleen Synge Morawetz (Kanada, 1923 – 2017)
- John Lighton Synge (Irska, 1897 – 1995)
- Gábor Szegő (Madžarska, 1895 – 1985)
- George Szekeres (Madžarska, Avstralija, 1911 – 2005)
- Esther Szekeres (Madžarska, Avstralija, 1910 – 2005)
- Endre Szemerédi (Madžarska, 1940 –)

## Š
- Andrej Igorjevič Šafarevič (Rusija, 1963 –)
- Igor Rostislavovič Šafarevič (Rusija, 1923 – 2017)
- Nikolaj Aleksandrovič Šanin (Rusija, 1919 – 2011)
- Tibor Šalát (Slovaška, 1926 – 2005)
- Georgij Jevgenjevič Šilov (Rusija, 1917 – 1975)
- Jan Šindel (Češka, 1370 – 1443)
- Albert Nikolajevič Širjajev (Rusija, 1934 –)
- Jurij Mihajlovič Širokov (Rusija, 1921 – 1980)
- Jaroslav Nikolajevič Šitov (Rusija)
- Otto Juljevič Šmidt (Rusija, 1891 – 1956)
- Lev Genrihovič Šnireljman (Rusija, 1905 – 1938)
- Šaradčandra Šankar Šrikhande (Indija, 1917 – 2020)
- Peter Štefan (Slovaška, 1941 – 1978)

## T
- Tabit ibn Kora (Haranski kalifat, 826 – 901)
- Tabit Ibrahim (Haranski kalifat, 908 – 946)
- Peter Guthrie Tait (Škotska, 1831 – 1901)
- Taki al-Din (Sirija, Osmansko cesarstvo, 1526 – 1585)
- Tales (Milet, Mala Azija, okoli 635 pr. n. št. – okoli 543 pr. n. št.)
- Jakov Danilovič Tamarkin (Rusija, ZDA, 1888 – 1945)
- Jutaka Tanijama (Japonska, 1927 – 1958)
- Terence Tao (Avstralija, 1975 –)  2006
- Alfred Tarski (Poljska, 1902 – 1983)
- Niccolo Fontana Tartaglia (Beneška republika, 1499 – 1557)
- Abraham Haskel Taub (ZDA, 1911 – 1999)
- Alfred Tauber (Slovaška, 1866 – 1942)
- Olga Taussky-Todd (Češka, ZDA, 1906 – 1995)
- Brook Taylor (Anglija, 1685 – 1731)
- Geoffrey Ingram Taylor (Anglija, 1886 – 1975)
- Richard Lawrence Taylor (Anglija, 1962 –)
- Harold Neville Vazeille Temperley (Anglija, 1915 – 2017)
- George Frederick James Temple (Anglija, 1901 – 1992)
- Gérald Tenenbaum (Francija, 1952 – )
- Keti Tenenblat (Turčija, Brazilija, 1944 – )
- Teodozij (Grčija, okoli 130 pr. n. št. – okoli 60 pr. n. št.)
- Teon I. (Smirene, Grčija, okoli 90 – okoli 160)
- Teon II. (Aleksandrija, Egipt, okoli 335 – okoli 405)
- Aleksander Martinovič Ter-Krikorov (Rusija, 1932 –)
- Nikola Tesla (Hrvaška, ZDA, 1856 – 1943)
- Thorvald Nicolai Thiele (Danska 1838 – 1910)
- René Thom (Francija, 1923 – 2002)  1958
- Llewellyn Hilleth Thomas (Anglija, ZDA, 1903 – 1992)
- John Griggs Thompson (ZDA, 1932 –)  1970
- Axel Thue (Norveška, 1863 – 1922)
- William Thurston (ZDA, 1946 – 2012)  1982
- Andrej Nikolajevič Tihonov (Rusija, 1906 – 1993)
- Heinrich Franz Friedrich Tietze (Avstrija, 1880 – 1964)
- Edward Charles Titchmarsh (Anglija, 1899 – 1963)
- Gheorghe Ţiţeica (Romunija, 1873 – 1939)
- Jacques Tits (Belgija, 1930 – 2021)
- Otto Toeplitz (Nemčija, 1881 – 1940)
- John Francis Toland (Severna Irska, 1949 – )
- Viktor Andrejevič Toponogov (Rusija, 1930 – 2004)
- Nathaniel Torporley (Anglija, 1564 – 1632)
- Evangelista Torricelli (Italija, 1608 – 1647)
- Giulio Carlo de' Toschi di Fagnano (Italija, 1682 – 1766)
- Avraham Trahtman (Izrael, 1944 –)
- Johann Georg Tralles (Nemčija, 1763 – 1822)
- Andrzej Mariusz Trautman (Poljska, 1933 –)
- Ehrenfried Walther von Tschirnhaus (Nemčija, 1651 – 1708)
- Albert William Tucker (Kanada, ZDA, 1905 – 1995)
- Pál Turán (Madžarska, 1910 – 1976)
- Alan Turing (Anglija, 1912 – 1954)
- Nasir at-Tusi (Abasidski kalifat, 1201 – 1274)
- William Thomas Tutte (Anglija, Kanada, 1917 – 2002)

## U
- Peter Uhlík (Slovaška, 1906 – 1954)
- Al-Uklidisi (Bližnji vzhod, okoli 920 – okoli 990)
- Stanislaw Marcin Ulam (Poljska, ZDA, 1909 – 1984)
- Peter Lavrentjevič Uljanov (Rusija, 1928 – 2006)
- Ulug Beg (Timuridski Iran, 1394 – 1449)
- Nikolaj Aleksejevič Umov (Rusija, 1846 – 1915)
- Pavel Samujilovič Urison (ZSSR, 1898 – 1924)
- Jakov Viktorovič Uspenski (Rusija, ZDA, 1883 – 1947)
- Vladimir Andrejevič Uspenski (Rusija, 1930 – 2018)

## V
- Giovanni Vacca (Italija, 1872 – 1953)
- Prahalad Čunnilal Vaidja (Indija, 1918 – 2010)
- Anton Vakselj (Slovenija, 1899 – 1987)
- John Howard Van Amringe (ZDA, 1836 – 1915)
- John Hasbrouck van Vleck (ZDA, 1899 – 1980)  1977
- Edward Burr Van Vleck (ZDA, 1863 – 1943)
- Veeravalli Seshadri Varadarajan (Indija, ZDA, 1937 –)
- Varahamihira (Indija, 6. stol.)
- Pierre Varignon (Francija, 1645 – 1722)
- András Vasy (Madžarska, ZDA, 1969 –)
- Oswald Veblen (ZDA, 1880 – 1960)
- Jurij Vega (Avstro-Ogrska, Slovenija, 1754 – 1802)
- John Venn (Anglija, 1834 – 1923)
- Pierre François Verhulst (Belgija, 1804 – 1849)
- Anatolij Moisejevič Veršik (Rusija, 1933 – 2024)
- Ivan Vidav (Slovenija, 1918 – 2015)
- Tirukkannapuram Vidžajaraghavan (Indija, 1902 – 1955)
- François Viète (Francija, 1540 – 1603)
- Leopold Vietoris (Avstrija, 1891 – 2002)
- Mark Jakovljevič Vigodski (Rusija, 1898 – 1965)
- Cédric Villani (Francija, 1973 –)  2010
- Yvon Villarceau (Francija, 1813 – 1883)
- Jean-André Ville (Francija, 1910 – 1989)
- Samuel Vince (Anglija, 1749 – 1821)
- Askold Ivanovič Vinogradov (Rusija, 1929 – 2005)
- Ivan Matvejevič Vinogradov (Rusija, 1891 – 1983)
- Matt Visser (Nova Zelandija)
- Aleksander Adolfovič Vitt (Rusija, 1902 – 1938)
- Anatolij Georgijevič Vituškin (Rusija, 1931 – 2004)
- Vincenzo Viviani (Italija, 1622 – 1703)
- Vasilij Sergejevič Vladimirov (Rusija, 1923 – 2012)
- Johann Henrich Voigt (Nemčija, 1613 – 1691)
- Vladimir Aleksandrovič Vojevodski (Rusija, ZDA, 1966 – 2017)  2002
- Paul Vojta (ZDA, 1957 –)
- Georgij Feodosjevič Voronoj (Rusija, 1868 – 1908)
- Jože Vrabec (Slovenija, 1940 –)
- Gustav de Vries (Nizozemska, 1866 – 1934)

## W
- Bartel Leendert van der Waerden (Nizozemska, 1903 – 1996)
- Abraham Wald (Madžarska, 1902 – 1950)
- Charles Terence Clegg Wall (Anglija, 1936 –)
- Donald Dines Wall (ZDA)
- John Wallis (Anglija, 1616 – 1703)
- Joseph Leonard Walsh (ZDA, 1895 – 1973)
- Wang Fan (Kitajska, 229 – 267)
- Seth Ward (Anglija, 1617 – 1689)
- Edward Waring (Anglija, 1736 – 1798)
- George Neville Watson (Anglija, 1886 – 1965)
- James Watt (Škotska, Anglija, 1736 – 1819)
- Jeffrey Renwick Weeks (ZDA, 1956 –)
- Waloddi Weibull (Švedska, 1887 – 1979)
- Karl Weierstrass (Nemčija, 1815 – 1897)
- André Weil (Francija, 1906 – 1998)
- Julius Weisbach (Nemčija, 1806 – 1871)
- Nigel Oscar Weiss (Južna Afrika, 1936 – 2020)
- Dominic Welsh (Anglija, 1938 –)
- Wendelin Werner (Francija, 1968 –)  2006
- Caspar Wessel (Danska, Norveška, 1745 – 1818)
- Hermann Weyl (Nemčija, ZDA, 1885 – 1955)
- William Whiston (Anglija, 1667 – 1752)
- Henry Seely White (ZDA, 1861 – 1943)
- Alfred North Whitehead (Anglija, 1861 – 1947)
- George William Whitehead (ZDA, 1918 – 2004)
- Hassler Whitney (ZDA, 1907 – 1989)
- Edmund Taylor Whittaker (Anglija, 1873 – 1956)
- Peter Whittle (Nova Zelandija, 1927 – 2021)
- Gordon Thomas Whyburn (ZDA, 1904 – 1969)
- David Vernon Widder (ZDA, 1898 – 1990)
- Arthur Josef Alwin Wieferich (Nemčija, 1884 – 1954)
- Norbert Wiener (ZDA, 1894 – 1964)
- Eugene Paul Wigner (Madžarska, ZDA, 1902 – 1995)
- Pieter Wijdenes (Nizozemska, 1872 – 1972)
- Adriaan van Wijngaarden (Nizozemska, 1916 – 1987)
- Raymond Louis Wilder (ZDA, 1896 – 1982)
- Andrew John Wiles (Anglija, 1953 –)
- Herbert Saul Wilf (ZDA, 1931 – 2012)
- James Hardy Wilkinson (Anglija, 1919 – 1986)
- Kenneth Powers Williams (ZDA, 1887 – 1958)
- Alexander Wilson (Škotska, Anglija, 1714 – 1786)
- John Wilson (Anglija, 1741 – 1793)
- Robin James Wilson (Anglija, 1943 –)
- Aurel Wintner (Madžarska, ZDA, 1903 – 1958)
- Wilhelm Wirtinger (Avstrija, 1865 – 1945)
- Edward Witten (ZDA, 1951 –)  1990
- Paul Wittich (Nemčija, 1546 – 1586)
- Rudolf Johann Wolf (Švica, 1816 – 1893)
- Joseph Wolstenholme (Anglija, 1829 – 1891)
- Robert Woodhouse (Anglija, 1773 – 1827)
- Robert Simpson Woodward (ZDA, 1849 – 1924)
- Christopher Wren (Anglija, 1632 – 1723)
- John William Wrench (ZDA, 1911 – 2009)
- Thomas Wright (Anglija, 1711 – 1786)
- Willem Abraham Wythoff (Nizozemska, 1865 – 1939)

## Y
- Jean-Christophe Yoccoz  (Francija, 1957 – 2016)  1994
- Laurence Chisholm Young (Nemčija, ZDA, 1905 – 2000)
- William Henry Young (Anglija, 1863 – 1942)

## Z
- Abraham Zacuto (Portugalska, 1450 – 1510)
- Lotfi Asker Zadeh (Azerbajdžan, ZDA, 1921 – 2017)
- Don Bernard Zagier (ZDA, Nemčija, 1951 –)
- Karel Zahradnik (Češka, 1848 – 1916)
- Władysław Zajączkowski (Poljska, 1837 – 1898)
- Egon Zakrajšek (Slovenija, 1941 – 2002)
- Viktor Abramovič Zalgaller (Rusija, Izrael, 1920 – 2020)
- Stanisław Zaremba (Poljska, 1863 – 1942)
- Oscar Zariski (Belorusija, ZDA, 1899 – 1986)
- Al-Zarkali (Španija, 1028 – 1087)
- Doron Zeilberger (Izrael, ZDA, 1950 –)
- Dimitrij Nikolajevič Zejliger (Rusija, 1864 – 1936)
- Christian Zeller (Nemčija, 1822 – 1899)
- Jefim Izakovič Zelmanov (Rusija, ZDA, 1955 –)  1994
- Zenodor (Grčija, okoli 200 pr. n. št. – okoli 140 pr. n. št.)
- Zenon (Grčija, 495 pr. n. št. – 430 pr. n. št.)
- Ernst Zermelo (Nemčija, 1871 – 1953)
- Nikolaj Jefimovič Zernov (Rusija, 1804 – 1862)
- Feliks Jurjevič Zigel (Rusija, 1920 – 1988)
- Paul Zimmermann (Francija, 1964 –)
- Štefan Znám (Slovaška, 1936 – 1993)
- Jegor Ivanovič Zolotarjov (Rusija, 1847 – 1878)
- Max August Zorn (Nemčija, ZDA, 1906 – 1993)
- Vadim Valentinovič Zudilin (Rusija)
- Antoni Zygmund (Poljska, ZDA, 1900 – 1992)

## Ž
- Viktor Viktorovič Žarinov (Rusija, 1942 –)
- Ivan Ivanovič Žegalkin (Rusija, 1869 – 1947)
- Jevgenij Petrovič Židkov (Rusija, 1926 – 2007)
- Nikolaj Jegorovič Žukovski (Rusija, 1847 – 1921)
- Jurij Ivanovič Žuravljov (Rusija, 1935 – 2022)